# Ángela Grassi y Trechi
Ángela Grassi y Trechi, född 1823, död 1883, var en spansk författare, diktare och feminist.
Hon producerade dikter, romaner och pjäser. Hon fungerade som chefredaktör för Spaniens största damtidning, El Correo de la Moda, mellan 1867 och 1883.